# Grassiepen
Der Grassiepen ist ein etwa 250 Meter langer Bach im Märkischen Oberland, der auf dem Gebiet der Kleinstadt Halver verläuft. Er ist ein  nordnordwestlicher und orografisch linker Zufluss der Schlemme im nordrhein-westfälischen Märkischen Kreis.

## Geographie

### Verlauf
Der Grassiepen entspringt auf einer Höhe von etwa 368 m ü. NHN dem südlichsten von drei Fischteichen am Südwestrand der Hofschaft Schröders Herweg. 
Er fließt in südsüdöstlicher Richtung durch Felder und Wiesen und mündet schließlich auf einer Höhe von 343,4 m ü. NHN am Westrand der Hofschaft Im Wiebusch von links in die aus dem Nordwesten heranziehende Schlemme.
Der etwa 0,3 km lange Lauf des Grassiepens endet ungefähr 25 Höhenmeter unterhalb seiner Quelle, er hat somit ein mittleres Sohlgefälle von etwa 98 ‰.

### Einzugsgebiet
Das Einzugsgebiet des Grassiepens liegt im Märkischen Oberland und wird durch ihn über die Schlemme, die Volme, die Ruhr und den Rhein zur Nordsee entwässert.